# Kommissarie Gently
Kommissarie Gently (Inspector George Gently) är ett brittiskt kriminaldrama från 2007. TV-serien är skapad av Peter Flannery. Titelrollen spelas av Martin Shaw och kollegan John Bacchus spelas av Lee Ingelby.

## Handling
Kommissarie Gently och hans underlydande partner, John Bacchus, jobbar hårt med brottsligheten i nordöstra England på 1960-talet. Dessutom måste Gently hålla ett öga på Bacchus som långt ifrån alltid håller med sin chef och ofta vill ta genvägar.

### Webbkällor
- Kommissarie Gently på Internet Movie Database (engelska)
- ”Kommissarie Gently”. TV.nu. https://www.tv.nu/program/kommissarie-gently. Läst 14 augusti 2021.